# Spark (stöt)
För andra betydelser, se Spark.
Spark är en stöt med foten, vanligen genomförd via en pendlande rörelse med benet eller underbenet. Motsvarande stöt med ett knä kallas att knäa (något eller någon).
En spark är en kraftfull och ofta aggressiv handling. Den förekommer bland annat i närstrider och kampsporter och är en offensiv åtgärd.
Sparkar är långsammare, men starkare än slag med handen. Sparkar är en del av grunden i många kampsporter, exempelvis wushu, karate, kickboxning, tang soo do och taekwondo. I andra kampsporter, som judo eller boxning, används inte sparkar.
Det finns många olika sparkar. Ofta har samma rörelse olika namn i olika typer av kampsporter. Detta är särskilt tydligt vid jämförelse mellan västerländska och orientaliska sporter. Sparkar kan även användas i självförsvar.